# バンダイナムコフォージデジタルズ
株式会社バンダイナムコフォージデジタルズ（英: Bandai Namco Forge Digitals Inc.）は、ゲームソフトウェアの企画・開発を行う日本の企業。株式会社バンダイナムコスタジオの完全子会社。
2011年4月1日に「ベック」と「バンプレソフト」が合併し設立。公式サイトの貸借対照表・損益報告書や沿革はバンプレソフトのものを継承している。

## 沿革

B.B.スタジオ時代のロゴ

- 1994年（平成6年）2月 - 大阪府大阪市北区にバンプレストの子会社として、「株式会社バンプレ企画（バンプレきかく）」を設立。資本金2,000万円。
- 1997年（平成9年）
  - 3月 - バンプレストの家庭用ゲームソフトの企画開発部門をバンプレ企画と統合し、商号を「株式会社バンプレソフト」に変更。東京都中央区日本橋大伝馬町に移転。
  - 8月 - 資本金1億円に増資。
- 1998年（平成10年）4月 - 社内開発ライン（『スーパーロボット大戦α』以降のスーパーロボット大戦シリーズなど）をスタート。
- 2002年（平成14年）6月 - 資本金2億円に増資。
- 2005年（平成17年）7月 - 東京都台東区駒形に移転。
- 2007年（平成19年）
  - 4月 - スーパーロボット大戦シリーズ以外の開発チーム（『サモンナイト』、『アルトネリコ』等）を株式会社バンプレスト コンシューマーディビジョンに移管。
  - 5月 - 東京都品川区東品川4丁目5番15号（バンダイナムコ未来研究所内）へ移転。
- 2008年（平成20年）5月 - バンダイナムコゲームスの100%子会社となる。
- 2009年（平成21年）8月 - 東京都品川区東品川4丁目3番1号へ移転。
- 2011年（平成23年）4月1日 - 株式会社ベックと統合し「株式会社B.B.スタジオ（ビービースタジオ、英: B.B.STUDIO CO.,LTD.）」へ商号変更。
- 2015年（平成27年）4月 - 寺田貴信が取締役を辞任[2]、菊池康彦が取締役へ就任。
- 2016年（平成28年）3月 - 東京都港区三田3丁目13番16号 三田43MTビル11階へ移転。
- 2024年（令和6年）4月 - バンダイナムコグループのグループ再編によりバンダイナムコスタジオの完全子会社となる[3]。
- 2025年（令和7年）
  - 3月1日 - 「株式会社バンダイナムコフォージデジタルズ」へ商号変更[4]。
  - 3月24日 - 東京都港区三田3丁目5番27号 住友不動産東京三田サウスタワー6階へ移転[4]。

## 開発タイトル
- スーパーロボット大戦シリーズ
  - 第2次スーパーロボット大戦Z 破界篇（2011年）
  - スーパーロボット大戦OGサーガ 魔装機神II REVELATION OF EVIL GOD（2011年） - プロデュース担当
  - 第2次スーパーロボット大戦Z 再世篇（2012年）
  - 第2次スーパーロボット大戦OG（2012年） - プロデュース担当
  - スーパーロボット大戦UX（2013年） - プロデュース担当
  - スーパーロボット大戦Operation Extend（2013年） - プロデュース担当
  - スーパーロボット大戦OGサーガ 魔装機神III PRIDE OF JUSTICE（2013年） - プロデュース担当
  - スーパーロボット大戦OG INFINITE BATTLE（2013年）
  - スーパーロボット大戦OG ダークプリズン（2013年） - トーセとの共同開発
  - 第3次スーパーロボット大戦Z 時獄篇（2014年）
  - スーパーロボット大戦（リメイク版）（2014年）
  - スーパーロボット大戦OGサーガ 魔装機神F COFFIN OF THE END（2014年） - プロデュース担当
  - 第3次スーパーロボット大戦Z 連獄篇（2015年）
  - 第3次スーパーロボット大戦Z 天獄篇（2015年）
  - スーパーロボット大戦BX（2015年） - プロデュース・音声編集担当
  - スーパーロボット大戦X-Ω（2015年） - 監修・シナリオ担当
  - スーパーロボット大戦OG ムーン・デュエラーズ（2016年） - トーセとの共同開発
  - スーパーロボット大戦V（2017年）
  - スーパーロボット大戦X（2018年）
  - スーパーロボット大戦T（2019年）
  - スーパーロボット大戦DD（2021年[5]） - ドリコムとの共同開発
  - スーパーロボット大戦30（2021年）
  - スーパーロボット大戦Y（2025年）
- ガンダムシリーズ
  - ガンダムメモリーズ 〜戦いの記憶〜（2011年）
  - 機動戦士ガンダム 新ギレンの野望（2011年）
  - 機動戦士ガンダム バトルオペレーション（2012年）
  - 機動戦士ガンダム サイドストーリーズ（2014年）
  - ガンダム バトルオペレーション ネクスト（2015年）
  - 機動戦士ガンダム バトルオペレーション2（2018年）
  - 機動戦士ガンダム バトルオペレーション Code Fairy（2021年）
  - 機動戦士ガンダムSEED BATTLE DESTINY REMASTERED（2025年）
- ヴァイスシュヴァルツ ポータブル（2011年）
- 輪廻のラグランジェ 鴨川ドリームマッチ（2012年）
- ご当地鉄道 〜ご当地キャラと日本全国の旅〜（2014年） - グランディング、デザインアクトとの共同開発
- デジモンワールド -next 0rder-（2016年）
- 将棋RPG つめつめロード（2016年）
- フルメタル・パニック! 戦うフー・デアーズ・ウィンズ（2018年） - エーアイ、さざなみとの共同開発
- ビリオンロード（2018年） - マトリックスとの共同開発
- ナムコットコレクション（2020年） - M2との共同開発
- ドラゴンクエストX 目覚めし五つの種族 オフライン（2022年） - スクウェア・エニックスとの共同開発[6]

### バンプレソフト時代の開発タイトル
- スーパーロボット大戦α（2000年）
- スーパーロボット大戦α外伝（2001年）
- スーパーロボット大戦α for Dreamcast（2001年） - スマイルビットとの共同開発
- スーパーロボット大戦R（2002年）エーアイとの共同開発
- スーパーロボット大戦ORIGINAL GENERATION（2002年）
- 第2次スーパーロボット大戦α（2003年）
- スーパーロボット大戦MX（2004年） - トーセとの共同開発
- スーパーロボット大戦ORIGINAL GENERATION2（2005年）
- 第3次スーパーロボット大戦α 終焉の銀河へ（2005年）
- スーパーロボット大戦OG ORIGINAL GENERATIONS（2007年） - トーセとの共同開発
- スーパーロボット大戦OG外伝（2007年） - トーセとの共同開発
- スーパーロボット大戦Z（2008年）
- スーパーロボット大戦Z スペシャルディスク（2009年）